# Missionary (album)
Missionary – nadchodzący dwudziesty album amerykańskiego rapera Snoop Dogga, który zostanie wydany 13 grudnia 2024 roku nakładem wytwórni Death Row Records, Aftermath Entertainment oraz Interscope Records.

## Tło
Snoop Dogg powiadomił o rozpoczęciu prac nad albumem w drugiej połowie 2022 roku przez media społecznościowe. We wrześniu 2023 roku, w podcaście Stevena Smitha Know Mercy oznajmił, iż prace nad albumem zaczęły przyśpieszać w ciągu ostatnich dwóch miesięcy dodając, że nad materiałem współpracuje z Dr. Dre oraz że ukaże się w on w listopadzie na trzydziestolecie albumu Doggystyle. Kilka dni wcześniej, 27 sierpnia, raper The D.O.C. w wywiadzie dla From The Desk Of Lo ujawnił, że album będzie łączyć w sobie styl Snoop Dogga z początków jego kariery oraz obecnych czasów.
W lutym 2024 roku producent i raper Erick Sermon potwierdził swoją obecność na albumie, w następnym miesiącu to samo ogłosił 50 Cent. 
13 sierpnia Dr. Dre w wywiadzie dla Entertainment Tonight wspomniał, że kończy pracować na miksem albumu oraz że będzie się na nim znajdować albo czternaście albo szesnaście utworów. Dodał, że w następnym miesiącu powinno mu się udać skończyć, tak aby album został wydany w listopadzie, dokładnie na trzydziestolecie Doggystyle. Wspomniał również, że sam pojawi się na albumie wokalnie oraz w jednym utworze wystąpi gościnnie muzyk Sting. Z kolei Snoop Dogg w wywiadzie dla Complex powiedział, że album pojawi się nieco później, ale na pewno przed świętami Bożego Narodzenia.
W wywiadzie dla Drink Champs, raper Method Man potwierdził swój występ na albumie. 
Podczas konferencji Bloomberg Screentime Snoop Dogg ujawnił kolejnego gościa na albumie, którym okazał się być piosenkarz Jelly Roll, ponadto potwierdził słowa Dr. Dre o występie Stinga. 

## Produkcja
Za produkcję albumu odpowiada Dr.Dre, który wypromował Snoop Dogga - najpierw zapraszając go do występu w utworze Deep Cover z 1992, następnie produkując jego debiutancki album Doggystyle z 1993 roku.
W wywiadzie dla Entertainment Tonight 13 sierpnia 2024 Dr. Dre powiedział, że „To będzie kolejny poziom mojej dojrzałości w produkcji muzyki. Czuję, że to najlepsza muzyka jaką zrobiłem dotychczas w mojej całej karierze”.